# Ruellia costata
Ruellia costata é uma espécie de planta herbácea a subarbusto pertencente a família Acanthaceae, endêmica do Brasil.

## Distribuição geográfica
Ruellia costata é endêmica do Brasil, ocorre no Cerrado, em Florestas Semidescíduas e Matas Ripárias no norte (Pará, Tocantins), nordeste (Maranhão), centro-oeste (Distrito Federal, Goiás, Mato Grosso) e sudeste (Minas Gerais).

## Morfologia
A espécie R. costata é herbácea a subarbustiva, ereta ou ascendente, com ramos quadrangulares. As folhas são pecioladas, distribuídas ao longo do caule, com pecíolo medindo 0,8-1 cm de comprimento. Limbo com 11,7-17,2 × 2,2-8 cm de comprimento, linear a lanceolado, ápice acuminado, base atenuada. A inflorescência é axilar, brácteas lanceoladas, verdes. Cálice 5 lobado, lobos iguais, 0,5-2 cm de comprimento; corola púrpura, tubo com 3,3-3,9 cm de comprimento, não giboso, hipocrateriforme, lobos com 0,9-1,1 cm de comprimento, orbiculares; estames 4, tecas das anteras simétricas; estilete com 3,2-3,8 cm, ovário com cerca de 0,3 cm de comprimento, fusiforme. É confundida com Ruellia  puri, entretanto, esta última possui flores sésseis, isoladas nas axilas das folhas terminais e folhas estrigosas, não glabras.

## Ecologia
Ruellia costata ocorre no Cerrado, em áreas abertas porém sombreadas e na região de ecótono das Florestas Semidescíduas e Matas Ripárias. É reconhecida pelas folhas
oblongas, completamente glabras, as inflorescências em tirsos de corola lilás, com o tubo três vezes maior que a região da garganta.